# 達勒斯·沛莒
達勒斯·沛莒（英語：Dallas Page，1956年4月5日—），本名小沛莒·約瑟夫·佛克因柏（英語：Page Joseph Falkinburg, Jr.），是美國已退休的職業摔角選手、健身教練及演員。而廣為人知的是他的擂台名鑽石達勒斯·沛莒。達勒斯·沛莒最出名的時期是擔任世界冠軍摔角的選手。在達勒斯·沛莒二十餘年的職業生涯中，他曾待的主要摔角聯盟包括世界冠軍摔角、世界摔角聯盟及永不停止摔角。

## 冠軍及成就

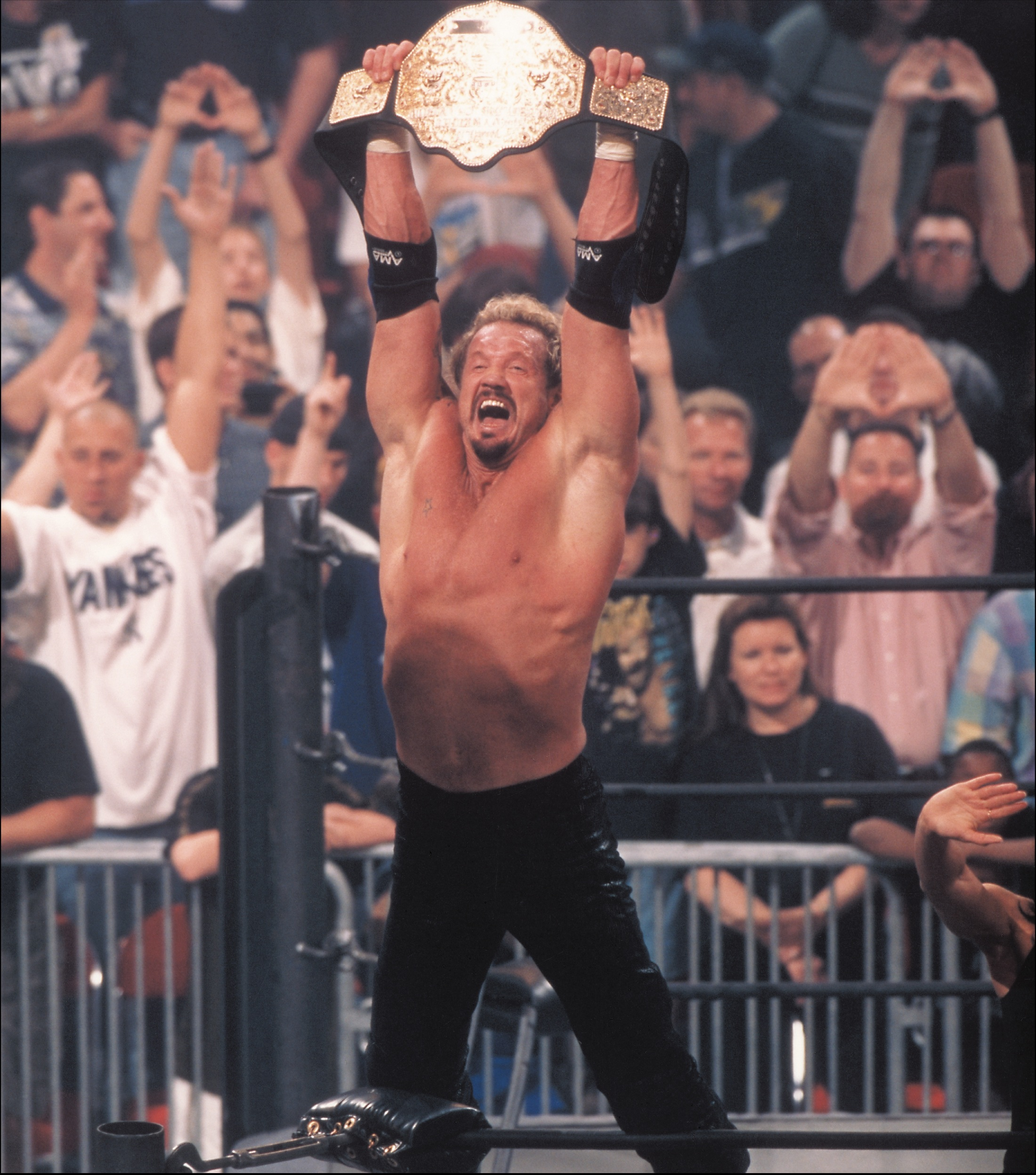
達勒斯·沛莒與WCW世界重量級冠軍腰帶

### 職業摔角畫報
- PWI年度最佳宿敵（1997年；對上蘭迪·沙瓦吉）
- PWI年度最厭惡摔角手（1999年）
- PWI年度最佳進步摔角手（1996年）[1]
- PWI 500-第4名（1997年）
- PWI 500-第4名（1998年）
- PWI Years-第65名（2003年）[7]

### 世界冠軍摔角
- WCW美國重量級冠軍（兩次）[8][9]
- WCW世界重量級冠軍（三次）[10][11][12]
- WCW世界雙打冠軍（四次）[13]
- WCW世界電視冠軍（英语：WCW World Television Championship）（一次）[14]
- WCW三冠王

### 世界摔角聯盟
- WWF歐洲冠軍（一次）[15]
- WWF世界雙打冠軍（一次）[16]

### 摔角觀察通訊獎（英语：Wrestling Observer Newsletter awards）
- 最佳砍擊（1997年）
- 最佳進步摔角手（1996年）
- 最壞噱頭（2001年）